# Antonio Turconi
Antonio Turconi (Solbiate Olona, 15 luglio 1921 – Viggiù, 27 aprile 1945) è stato un calciatore e partigiano italiano.

## Biografia
Nacque a Solbiate Olona il 15 luglio 1921. iniziò giovanissimo la carriera calcistica, insieme al fratello Angelo.

### Carriera calcistica
Portiere, nella stagione 1940-1941 giocò 25 partite in Serie C con la Pro Patria, che a fine anno fu promossa in Serie B dopo aver vinto il proprio girone. Nell'estate del 1941 fu acquistato dal Bologna Football Club 1909, che si era appena laureato Campione d'Italia, per la somma di 300.000 lire dell'epoca, ma a causa del suo stato di militare di leva nel Regio Esercito l'operazione venne posticipata in quanto egli era stato destinato ad essere mandato in Sicilia. Con l'inizio dell'Operazione Husky il suo trasferimento in Sicilia venne dapprima accantonato, e poi definitivamente annullato con il precipitare della situazione bellica.
Disputò a difesa della porta bustocca tutte 14 le partite nel campionato del 1944. Dal dicembre 1944 al luglio 1945 disputò a difesa della porta bustocca il Torneo Benefico Lombardo.

## Attività nella Resistenza
Entrato nella Resistenza italiana militò nella brigata partigiana "Bruno Passerini", operante in quel periodo nell'Alto Varesotto. Due giorni dopo la Liberazione, accompagnò, secondo accordi presi in precedenza, tre militari tedeschi al confine italo-svizzero, viaggiando a bordo di una camionetta militare. Una fucilata anonima lo colpì in pieno volto, uccidendolo all’istante. Non aveva ancora ventiquattro anni.

## Palmarès

### Club

#### Competizioni nazionali
- Serie C: 1

Pro Patria: 1940-1941

### Fonti
1. 1 2 3  Consulta sportiva Olbiate Olona.
2. ↑  Fontanelli, Giacomelli 2015, pp. 124-125.
3. ↑  La Sesia, 12 ottobre 2018, pag. 39 giornalidelpiemonte.it
4. ↑  Almanacco illustrato del calcio italiano, anno 1947, Edizione Rizzoli, pp. 170-171.